# Bloqueo del cardán

Suspensión cardán con 3 ejes de rotación. Un conjunto de tres rotantes permitiendo tres grados de libertad: deriva, inclinación y alabeo. Cuando dos de los cardanes giran sobre el mismo eje, el sistema pierde un grado de libertad.

El bloqueo del cardán consiste en la pérdida de un grado de libertad en una suspensión cardán de tres rotores, que ocurre cuando los ejes de dos de los tres rotores se colocan en paralelo, bloqueando el sistema en una rotación en un espacio bidimensional degenerado.
La palabra bloqueo puede ser confusa: ninguno de los rotores está bloqueado. Los tres pueden todavía moverse libremente sobre sus ejes de suspensión respectivos. Sin embargo, debido a la orientación paralela de los ejes de dos de los rotores, existe un eje sobre el que ninguno de los rotores puede girar.

## Bloqueo del cardán en matemática aplicada
El problema del bloqueo del cardán aparece cuando se usan ángulos de Euler en matemática aplicada; los desarrolladores de programas informáticos en 3D tales como modelado 3D, sistemas de navegación, y videojuegos deben evitarlo.
Formalmente, el bloqueo del cardán ocurre debido a que cualquier aplicación continua de ángulos de Euler a las rotaciones (topológicamente, del 3-toro {\displaystyle \mathbb {T} ^{3}} al espacio proyectivo real {\displaystyle \mathbb {RP} ^{3}}) no puede ser recubridora - no puede ser un homeomorfismo local en todo punto, y por tanto existen algunos puntos donde el rango debe ser menor que 3, que son aquellos en los que ocurre el bloqueo. Los ángulos de Euler proporcionan una descripción numérica de cualquier rotación en el espacio tridimensional usando tres reales, pero no sólo no es esta descripción única sino que además existen puntos sobre los que no todo cambio en el espacio de rotaciones puede ser expresado como un cambio en el espacio de los ángulos de Euler. Esta es una restricción topológica - puede demostrarse que no existe ninguna aplicación recubridora del 3-toro al espacio proyectivo real tridimensional; el único recubrimiento no trivial proviene de la 3-esfera, como cuando se usan cuaterniones.